# 德民路
德民路（Demin Rd.）為高雄市楠梓區的東西向主要道路，西起楠海路，東接德民新橋橫跨台鐵縱貫線抵土庫二路口續行土庫一路。也是楠梓區右昌地區與台17線聯外台1線高楠公路與國道一號楠梓交流道的主要道路。

## 行經行政區域
- 楠梓區

## 沿線設施
（由西至東）
- 萊爾富便利商店高市三山店
- 楠梓區九號公園
- 摩斯漢堡右昌店
- 高雄市立國昌國民中學
- 全家便利商店高雄民昌店
- 德民黃昏市場
- 屈臣氏德民門市
- World Gym高雄楠梓店
- 順發3C右昌店
- 小北百貨高雄德民店
- 全國電子德民門市
- 7-ELEVEN元昌門市
- 台灣中油德民站
- 全聯福利中心右昌店
- 燦坤3C右昌店
- 星巴克楠梓德民門市
- 多那之德民門市
- 仁昌里公園
- 右昌森林公園
- 楠梓科技產業園區
- 中華電信德民服務中心
- 國立高雄科技大學楠梓校區
- 高雄市立楠梓特殊學校
- 高雄都會公園
- 交通部公路局高雄市區監理所
- 青埔溝童玩生態公園

## 公車資訊
- 港都客運
  - 6 左營南站－萬金路
  - 7 加昌站－樹德科技大學－高雄師範大學燕巢校區
  - 29 左營南站－捷運都會公園站－楠梓區公所
  - 245 加昌站－臺鐵新左營站
- 南台灣客運
  - 301 加昌站－捷運都會公園站－高雄火車站
  - 紅53 高鐵左營站－高雄大學－蚵仔寮漁港
  - 紅56 捷運楠梓科技園區站－高雄大學

## 公共自行車
- 高雄市公共自行車租賃系統：
  - 都會公園停車場(德民路)：德民路/德民路18巷(東南側)
  - 青埔溝生態童玩公園：德民路/德民路18巷(東北側)
  - 高雄市區監理所：德民路71號(前人行道)
  - 高雄都會公園(德民路側)：德民路115號(對側人行道)
  - 楠梓特殊學校：德民路211號(前人行道)
  - 海專德民路口(西北側)：德民路170號前
  - 國昌國中：德民路1010號(前人行道)
  - 仁昌里公園：德民路694號旁
  - 德民藍昌路口東側：德民路828號前
  - 楠梓區九號公園：德民路/三山街口(東南側)

## 相關連結
- 高雄市主要道路列表